# Гризло Семен Григорович
Гри́зло Семен Григорович (*1887?, м. Кальниболото Звенигородського пов. Київської губ. — †3 березня 1921 р., Звенигородщина) — військовий і громадський діяч часів УНР; організатор Вільного козацтва, Генеральний осавул Вільного козацтва (з 3.10.1917), повстанський отаман.
Брав участь у повстанні на броненосці «Потьомкін». Військове звання — сотник Армії УНР, полковник Вільного козацтва.

## Життєпис
Народився (орієнтовно) 1887 року у містечку Калниболото Звенигородського повіту Київської губернії (нині селище Катеринопіль Черкаської обл.). Працював писарем, учителем сільської школи.
Служив на Чорноморському флоті. Брав участь у повстанні на панцернику «Потьомкін», за що був засланий до Сибіру.
На початку 1917 р. повернувся на батьківщину. Член Української партії соціалістів-революціонерів. Активний учасник культурного життя с. Гусакове Звенигородського повіту, один із перших організаторів Вільного козацтва, отаман Кальниболотського куреня Вільного козацтва (березень 1917).
У квітні 1917 року на першому з'їзді Вільного Козацтва Звенигородського повіту обраний Кошовим Звенигородського коша, одночасно продовжував очолювати й Калниболотський козацький курінь.
Делегат 2-го Всеукраїнського військового з'їзду від Звенигородщини (Київ, червень 1917). Один з організаторів Першого Всеукраїнського з'їзду Вільного Козацтва, що відбувся 3 жовтня 1917 р. у м. Чигирин, на з'їзді був обраний Генеральним осавулом Вільного козацтва (з 3.10.1917).
Отаман Звенигородського коша Вільного козацтва. У кінці 1917 — на початку 1918 рр. під його проводом знаходилось до 20000 козаків.
У другій половині лютого 1918 р. козаки Гризла примусили скласти зброю та військове майно гарматні частини 2-го корпусу російської гвардії, а пізніше — 6-й та 7-й драгунські полки російської кавалерійської бригади: 14 лютого за активну підтримку гетьмана Скоропадського на з"їзді в Чигирині та під час виборів до Українських Установчих Зборів отамана Семена Гризла заарештовано, Вільне Козацтво Звенигородщини тимчасово обрало командиром Звенигородського коша Вільного Козацтва Юрка Тютюнника.
Взяв участь у розгромі частин 8-ї російської армії в районі станції Бобринська 21-22 лютого 1918 р.
Після поразки першого більшовицького походу в Україну намагається налагодити зв'язки з Павлом Скоропадським, що не знаходить схвалення у частини козацтва.
Наприкінці 1918 р. у складі армії УНР Гризло керував бронепотягом на Волині, в 1919 р. у складі Північного фронту Армії УНР під командуванням отаман Володимира Оскілка. Сотник Армії УНР. Брав участь у перевороті, який вчинив Володимир Оскілко в ніч на 29 квітня 1919 року. Після невдачі — повернувся на Черкащину.
Активний учасник боротьби проти присутності більшовиків в Україні 1919—1921 рр. З 1919 р. — керівник одного з повстанських загонів Вільного Козацтва у Звенигородському повіті. Як повстанський отаман діяв у Холодному Яру, на Черкащині, Уманщині, Звенигородщині, в районі Мокрої Калигірки, де разом з отаманом Іваном Ґонтою (Іван Лютий-Лютенко) розгромив червону «каральну дивізію».
Наприкінці 1920 року об'єднався із загонами отаманів Цвітковського (Квітковського) та Петра Дерещука під загальним командуванням отамана Андрія Гулого-Гуленка. Об'єднана частина (3000 багнетів та 600 шабель) вела бої проти 45-ї і 47-ї піших совєтських дивізій, частин Першої кінної армії, бригади Григорія Котовського. Співпрацював з отаманами Пилипом Хмарою, Яблочком, Ларіоном Загороднім, Жуйводою та ін.
На кінець 1920 р. його загін (спільно із відділом Цвітковського) нараховував до 4000 бійців.
Загинув 3 березня 1921 біля с. Новоселиця Звенигород. повіту, потрапивши в оточення, внаслідок проведення підрозділами Червоної армії каральної операції. Похований у Звенигородці на старому цвинтарі.